# 噪音：音乐的政治经济学
《噪音：音乐的政治经济学》是法国经济学家和学者雅克·阿塔利创作的一本关于音乐与政治经济学的书。他在书中探讨了噪音音乐与未来社会的关系。他指出音乐中的噪音蕴含着社会变革的预言，并论证了噪音为何是社会中流淌的潜意识——探测并证实着新的社会与政治现实。本书法语版1977年由法国大学出版社出版，英语版由美国明尼苏达大学出版社出版。